# Chrysophyllum fenerivense
Chrysophyllum fenerivense är en tvåhjärtbladig växtart som först beskrevs av André Aubréville, och fick sitt nu gällande namn av George Edward Schatz och Laurent Gautier. Chrysophyllum fenerivense ingår i släktet Chrysophyllum och familjen Sapotaceae. Inga underarter finns listade i Catalogue of Life.